# Raiffeisenbank Wittelsbacher Land
Die Raiffeisenbank Wittelsbacher Land eG ist eine deutsche Genossenschaftsbank mit Hauptsitz in Mering. Sie ist die größte Genossenschaftsbank mit Sitz im Wittelsbacher Land.

## Geschichte
Die Raiffeisenbank Kissing-Mering eG entstand im Jahre 1999 aus den Fusionen der Raiffeisenbank Kissing eG und der Raiffeisenbank Mering eG. Im Jahre 2003 fusionierte die Raiffeisenbank Dasing-Obergriesbach eG in die  Raiffeisenbank Kissing-Mering eG.
Im Jahre 2021 fusionierte die Raiffeisenbank Kissing-Mering eG mit der Raiffeisenbank Adelzhausen-Sielenbach eG. Seitdem heißt die Bank Raiffeisenbank Wittelsbacher Land eG.

## Geschäftsbereich
Die Raiffeisenbank Wittelsbacher Land eG ist sowohl im Privatkunden- als auch im Firmenkundengeschäft tätig. Als regionale Bank betreut sie vornehmlich Kunden aus ihrem Geschäftsgebiet. Die Bank arbeitet mit den Verbundunternehmen der genossenschaftlichen FinanzGruppe Volksbanken Raiffeisenbanken zusammen:
- Bausparkasse Schwäbisch Hall
- DZ Bank (genossenschaftliche Zentralbank)
- EasyCredit
- Münchener Hypothekenbank
- Union Investment
- VR Smart Finanz

Zusätzlich ist die Raiffeisenbank Wittelsbacher Land eG als Versicherungsvermittler tätig:
- Allianz-Versicherung
- R+V Versicherung

IT-Dienstleister ist die Atruvia AG.

## Geschäftsstellen
- Adelzhausen
- Dasing
- Kissing
- Mering (Hauptgeschäftsstelle)
- Merching
- Obergriesbach
- Rederzhausen
- Ried (bei Mering)
- Sielenbach